# Tajmuraz Tigijev
Tajmuraz Baznojevitj Tigijev (kazakiska: Таймураз Вазноевич Тигиев), född den 15 januari 1982, är en kazakisk brottare som tog OS-silver i tungviktsbrottning i fristilsklassen 2008 i Peking.